# تربوبوز

التربوبوز تقع بين التربوسفير والستراتوسفير.

الحد الأسفل أو الفاصل الأسفل أو التربوبوز وهي منطقة في الغلاف الجوي والتي تشكل الحد الفاصل بين طبقة التروبوسفير والستراتوسفير. وبالتالي لتحديدها صعوداً من الأرض تعرف بأنها النقطة التي يتوقف فيها تبرد الهواء مع الارتفاع، ويصبح الهواء بشكل كلي هواء جاف. وبالتعميم، تعرف بأنها منطقة من الغلاف الجوي التي يصبح فيها معدل السقوط
يتغير من الموجب في التربوسفير إلى السالب في الستراتوسفير.
التروبوسفير هو أدنى طبقات الغلاف الجوي للأرض، وهي الطبقة التي تحدث فيها التغيرات المناخية. وتبدأ طبقة التروبوسفير مع مستوى سطح الأرض ويتراوح ارتفاعها من متوسط قدره 11 كيلومترا في القطبين إلى 17 كم عند خط الاستواء. وأعلى ارتفاع له يكون عند خط. وبناءً على ذلك تتنوع ارتفاع طبقة التربوبوز تبعاً لارتفاع التربوسفير، لذلك يشار إليها بمرجعية طبقه التربوبوز القطبية والاستوائية.

## اقرأ أيضا
- ستراتوسفير
- عمود دافئ